# Merenschwand
Merenschwand est une commune suisse du canton d'Argovie, située dans le district de Muri.

Photo aérienne prise à 400 m par Walter Mittelholzer (1923).